# Rione San Silvestro
Il Rione San Silvestro è uno dei 21 rioni, borghi, comuni che partecipano la prima domenica di settembre al Palio di Asti.

## Le origini
Il rione San Silvestro, con il rione Cattedrale, è considerato uno dei quartieri più antichi della città di Asti. Il primo insediamento, che risale al periodo della fondazione della città stessa, si è costituito nella zona sopraelevata della città detta "rocca Ligure". In seguito la zona fu ampliata ed edificata dai romani, e nel periodo alto-medioevale si costruì il "Castelvecchio", che dominava la città e ne costituiva il culmine visivo.

Il rione è sostanzialmente suddiviso in due quartieri: quello sorto a valle del Castelvecchio sotto la rocca ligure e quello sviluppatosi più a sud, intorno alla chiesa di San Silvestro e agli edifici religiosi dei cistercensi. L'Incisa ci dice che il rione pur essendo molto piccolo (non più di 300/400 abitanti nel 1800) è popolato da un ceto benestante.

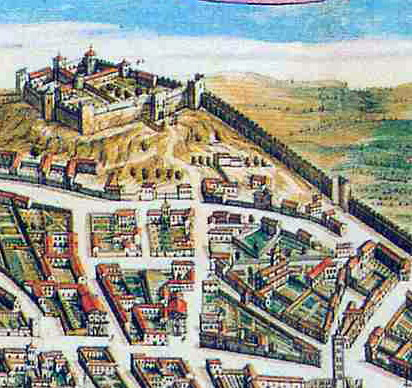
Il Rione San Silvestro nel Theatrum Statuum Sabaudiae del 1671

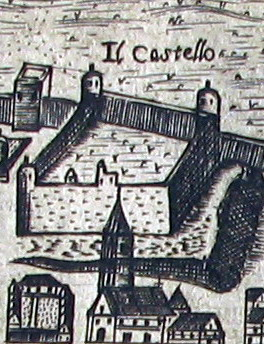
Il Castelvecchio in un'incisione Seicentesca

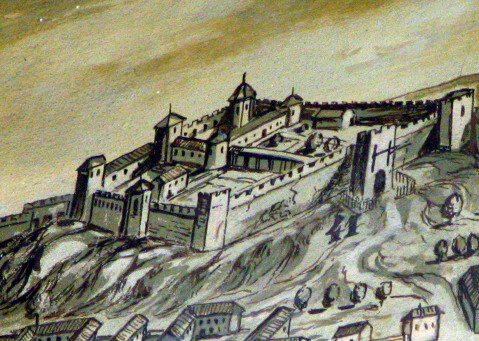
Il Castelvecchio nella interpretazione trecentesca di Ottavio Baussano

## La zona del Castelvecchio

### Le prime notizie
Il grande "castrum", già nei documenti del 924, era definito "vetus", non solamente una costruzione strategica militare, ma anche il centro del potere politico; non a caso il castello fu donato nel 938 dai re Ugo e Lotario al vescovo Brunigo, l'allora tenutario del potere temporale e spirituale della città.

Da quel momento la fortezza diventa "Castrum Episcopi" fino ai primi decenni del Duecento, quando i vescovi abbandoneranno il castello (pur mantenendone il possesso) a favore di alcune residenze fortificate nella diocesi di Asti (Bene Vagienna, Vezza d'Alba, Sant'Albano Stura) che occupavano durante l'anno per poter controllare meglio le popolazioni locali più turbolente.

Dagli studi di Renato Bordone, riportati da G.Bera nel suo libro Asti : Edifici e Palazzi nel medioevo, egli descrive il Castelvecchio come una serie di costruzioni, tra cui la dimora episcopale e due edifici di culto: la chiesa di Sant'Ambrogio (diventata nel 1024 di Sant'Aniano) e la cappella di Santa Maria in Castello (probabilmente la cappella privata episcopale). Tutt'intorno un recinto fortificato con fossati e cortine murarie.
 Il complesso era separato dal resto del perimetro murario della città tramite un fossato. Solo verso il Duecento il castello fu inglobato nelle fortificazioni cittadine.

Nel 1297, la potente fazione dei De Castello, dopo aver espulso le famiglie guelfe dalla città, occuparono il castello ampliandolo e dotandolo di nuove fortificazioni, trasformandolo in una vera e propria cittadella fortificata. 
Castelvecchio tornò di pertinenza vescovile dopo alcuni anni.

### Luchino Visconti
Dalla prima metà del Trecento, il castello passò sotto la proprietà laica, le signorie Viscontee, prima con Luchino, poi con Gian Galeazzo, ingrandirono il castello.
Le modifiche strutturali sono visibili nella carta del Theatrum Statuum Sabaudiae, dove si vede una costruzione a base quadrata, molto simile ai castelli Viscontei trecenteschi presenti nel nord Italia.

All'interno il cortile era suddiviso in quattro corti, con nove torrette che sporgevano dai vertici di ogni "quadra".
Sottostante il Castelvecchio, si apriva la contrada di San Maurizio caratterizzata dalla grande chiesa domenicana della Maddalena. Più a sud verso la chiesa di San Silvestro, vi era la contrada di San Michele, che prendeva nome dall'omonima chiesa che sorgeva nell'area tra via Morelli, via Testa, via Castello e via De Gasperi. Sempre in via de Gasperi, si apriva la porta di San Michele.

## L'area della chiesa di San Silvestro
Nel Seicento, le antiche contrade medievali assunsero il nome di "ventine", ognuna con una piazza principale che fungeva da centro di aggregazione (per balli o feste) in tempo di pace, o piazza d'armi in cui si concentravano gli uomini, pronti a mobilitarsi nel periodo bellico.

L'area intorno alla chiesa di San Silvestro era denominata ventina Grattapaglia ed aveva come centro di raccolta la piazza d'armi di San Michele sotto il Castello.

Nella zona più orientale del rione, ai confini col borgo Santa Maria Nuova, vi era la contrada de Pena di Oro, corrispondente all'attuale via M.D'Azeglio, prendeva il nome probabilmente dall'osteria della Piuma d'oro.
Nel XVI secolo si insediò la famiglia Ventura che dette i natali allo speziale Guglielmo Ventura, famoso cronista astese medievale.

### La chiesa di San Silvestro
La tradizione vuole che sia stata edificata intorno ai primi decenni dell'anno Mille e nel 1094 consacrata da papa Urbano II. 
Nei secoli ha subito molte modifiche e rimaneggiamenti fino alla seconda metà del XVIII secolo: un po' per far fronte al gusto dell'epoca, un po' per la precarietà del fabbricato, la chiesa fu nuovamente demolita e ricostruita in stile barocco (come la vediamo ancora oggi) secondo il disegno del geometra Rostagno. Nel 1870 fu consacrata e nel 1891 fu completato anche il campanile.

### La Consolata
A poche centinaia di metri dalla chiesa di San Silvestro in direzione sud-ovest, si trova il complesso barocco della Consolata. Si tratta della chiesa intitolata a San Teobaldo attigua al complesso monastico dei Cistercensi; i fabbricati sono stati donati nel XVI secolo dal conte Giovanni Francesco Ponte e dalla famiglia Pergamo.

Con la soppressione degli ordini regolari monastici, nel 1803 il monastero divenne casa delle orfane.  
Alla chiesa della Consolata fu trasferito il coro ligneo dalla chiesa di Sant'Anna e il 13 dicembre dello stesso anno, si fece la solenne apertura della chiesa con il vescovo Gattinara.

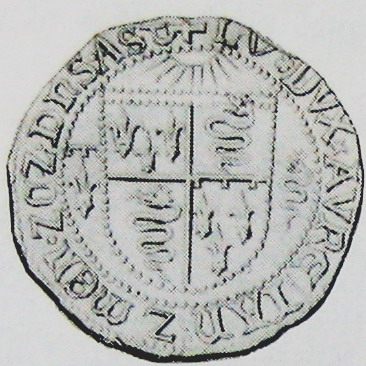
Stemma orleanese e visconteo sullo scudo del Sole astigiano

## Lo stemma
Narra la tradizione che Gian Galeazzo Visconti, signore di Milano, e in seguito sua figlia Valentina, cognata del re di Francia Carlo VI, durante la loro permanenza in Asti, siano stati ospiti nel rione San Silvestro presso la "Domus Magna", un edificio localizzato nelle immediate vicinanze della chiesa di San Silvestro. Per questo motivo il rione ha inserito nel vessillo oro/argento (tradizionalmente i colori papali), il biscione visconteo ed i gigli reali.

## Vittorie al palio di Asti
Il rione considera le vittorie seicentesche e settecentesche della Confraternita della Annunziata come proprie per la numerosa presenza nei confratelli di rionaioli di San Silvestro.
Queste vittorie (esattamente quarantasette), sono contese al rione San Secondo nel cui territorio vi era l'ubicazione della Confraternita (piazza Medici, contrada di San Giovanni della Fontana).

Nel periodo moderno, il rione San Silvestro ha vinto il palio:
- 1992, con il fantino Angelo De Pau detto Lucifero ed il cavallo Ulita Deis.